# Ars-les-Favets
Ars-les-Favets – miejscowość i gmina we Francji, w regionie Owernia-Rodan-Alpy, w departamencie Puy-de-Dôme.
Według danych na rok 1990 gminę zamieszkiwały 214 osoby, a gęstość zaludnienia wynosiła 15 osób/km² (wśród 1310 gmin Owernii Ars-les-Favets plasuje się na 636. miejscu pod względem liczby ludności, natomiast pod względem powierzchni na miejscu 654.).